# Kuisheid

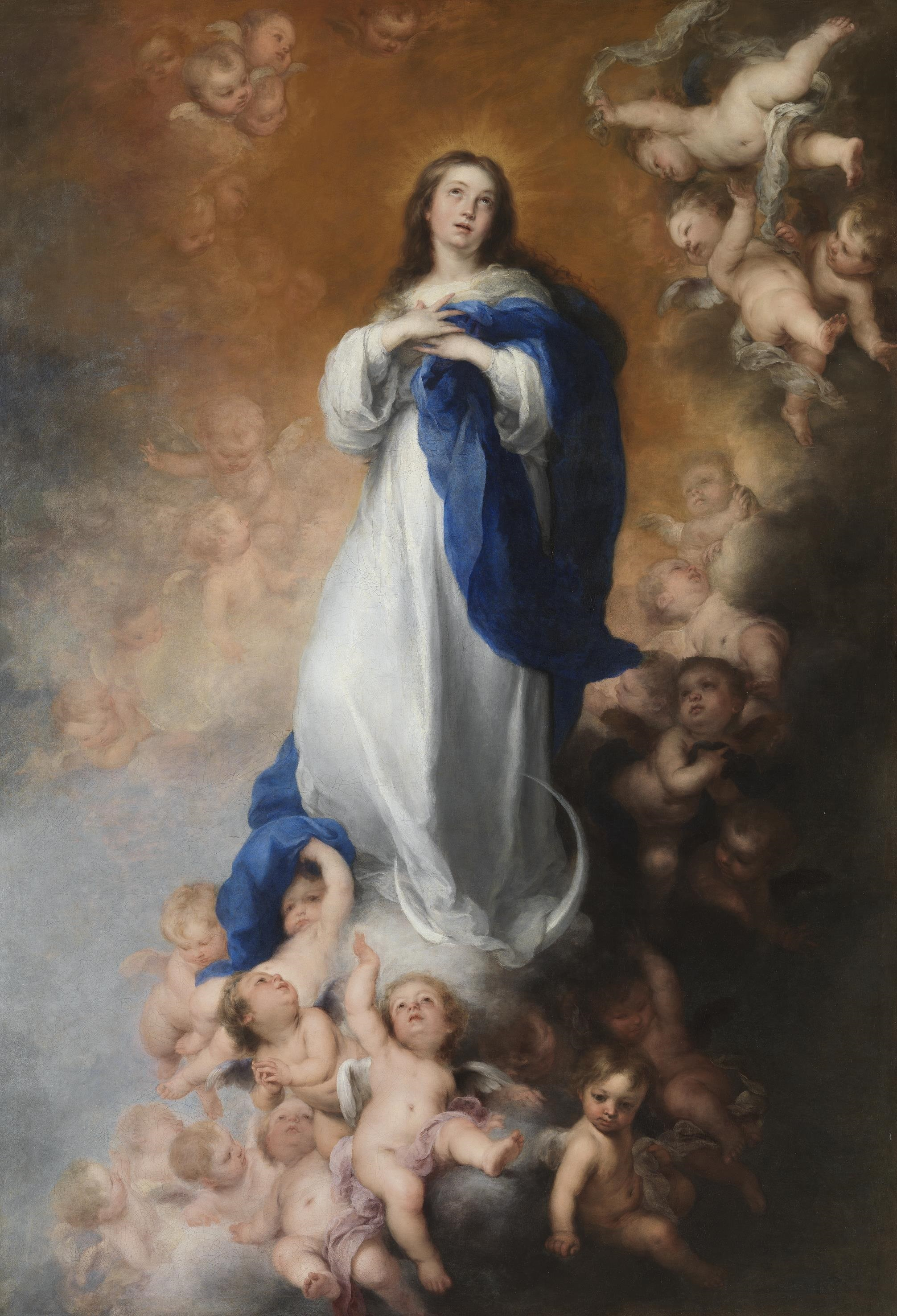
De maansikkel als symbool van kuisheid.

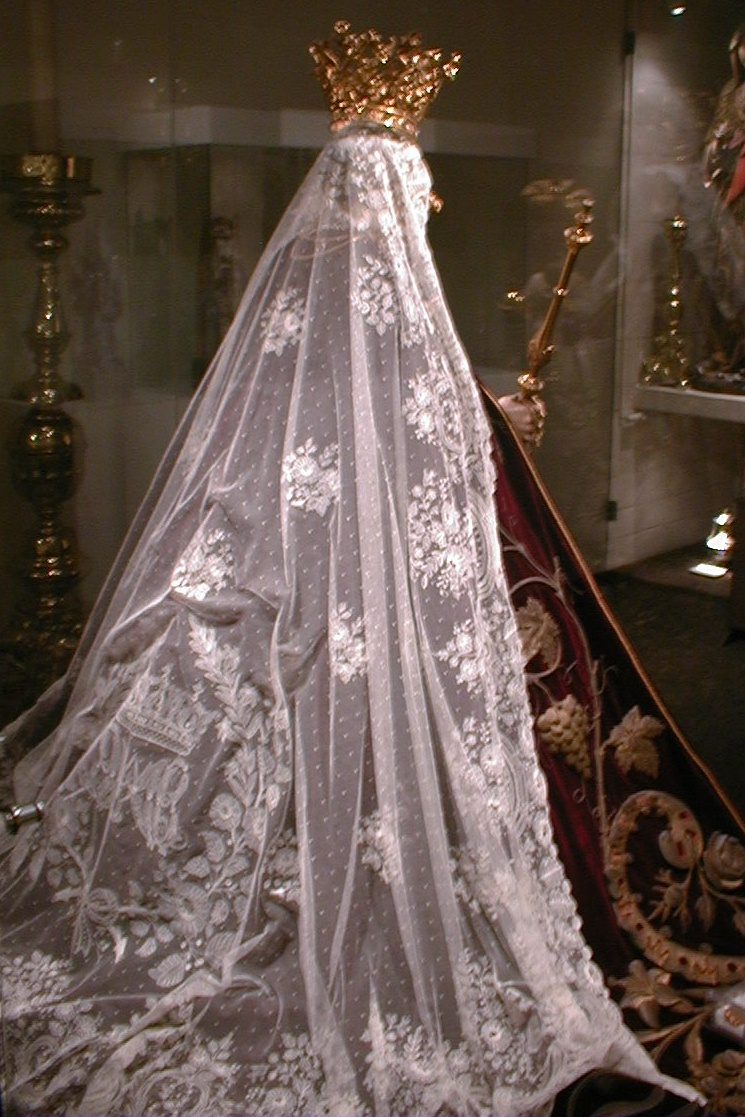
Maria-beeld met een witte sluier gemaakt van kant

Kuisheid (ook wel pruderie) is de juiste uitoefening van seksueel gedrag, of ook wel terughoudendheid of afwezigheid van dat gedrag (seksuele onthouding).

## Betekenis in het christendom
De aard van de terughoudendheid kan verschillen. Bij veel groeperingen binnen het christendom wordt het belangrijk gevonden om de maagdelijkheid te bewaren tot het huwelijk, en vervolgens alleen met de huwelijkspartner seks te hebben. 
De kuisheid wordt soms geschaard onder de zeven deugden (begrepen onder het meer algemene 'gematigdheid'). Het is ook een van de drie geloften (naast armoede en gehoorzaamheid) die een katholiek religieus (seculier of regulier) aflegt.
Volgens de katholieke leer bestaat kuisheid niet per se in het onthouden van seksueel gedrag, maar in het op de juiste manier beoefenen van de seksualiteit. Afhankelijk van de persoonlijke situatie waar iemand zich in bevindt (gehuwd, ongehuwd, kloosterling, etc.) heeft dit uiteenlopende betekenissen. Seksueel gedrag wordt juist beleefd wanneer het ingebed is in de volledige en levenslange wederzijdse gave van een man en een vrouw. Kuisheid ziet erop dat het geestelijke en het lichamelijke aspect van de mens met elkaar in de pas lopen. Lichamelijk gezien drukt seks een zelfgave uit, en in geestelijk opzicht moeten de partners zich dan ook aan elkaar hebben verbonden en gegeven in het huwelijk. De kuise echtgenoot stelt het welzijn van de ander voorop, en maakt de ander niet tot een lustobject. De kuise ongehuwde bewaart zijn lichaam voor zijn toekomstige partner. De kuise christen die geroepen is tot het celibaat bewaart zijn lichaam volledig voor God, en richt zijn hart volledig op God en de naastenliefde.

## Kuisheid in de christelijke iconografie
In de christelijke iconografie is een maansikkel het symbool van de kuisheid. In beeldhouwwerken van gotische kerken is de sluier ook een symbool voor kuisheid. 
De palmtak wordt gedragen door maagdelijke martelaressen.
De gepersonifieerde kuisheid vertrapt een wild zwijn dat symbool staat voor de wellust.